# Klemiatino (rejon rudniański)
Klemiatino (ros. Клемятино) – wieś (ros. деревня, trb. dieriewnia) w zachodniej Rosji, w osiedlu wiejskim Lubawiczskoje rejonu rudniańskiego w obwodzie smoleńskim.

## Geografia
Miejscowość położona jest nad Bierieziną, 11,5 km od granicy z Białorusią, 14 km od najbliższego przystanku kolejowego (462 km), 14,5 km od drogi magistralnej M1 «Białoruś», przy drodze regionalnej 66N-1614 (66N-1608 / Centnierowka – Kazimirowo – Szyłowo), 14 km od drogi federalnej R120 (Orzeł – Briańsk – Smoleńsk – granica z Białorusią), 6,5 km od centrum administracyjnego osiedla wiejskiego (Lubawiczi), 14,5 km od centrum administracyjnego rejonu (Rudnia), 64 km od Smoleńska.
W granicach miejscowości znajduje się ulica Polewaja.

## Demografia
W 2010 r. miejscowość zamieszkiwała 1 osoba.

## Historia
W czasie II wojny światowej od lipca 1941 roku wieś była okupowana przez hitlerowców. Wyzwolenie nastąpiło w październiku 1943 roku.